# Vigano San Martino
Vigano San Martino (lombardul: Vigà) település Olaszországban, Lombardia régióban, Bergamo megyében. Lakosainak száma 1338 fő (2023. január 1.). Vigano San Martino Albino, Berzo San Fermo, Borgo di Terzo, Casazza és Grone községekkel határos.

## Népesség
A település lakossága az elmúlt években az alábbi módon változott:
| Lakosok száma | 1336 | 1345 | 1338 |
|               | 2017 | 2018 | 2023 |